# Panzer (Zeitschrift)
Panzer – Zeitschrift der gepanzerten Truppen  war von 1959 bis 1961 eine deutsche militärische Fachzeitschrift. Sie erschien im Maximilian-Verlag in Herford. 1961 wurde ihr Nachfolger die Zeitschrift Panzer, Kampftruppen, Infanterie.